# Reactor de agua supercrítica

Esquema de un reactor de agua supercrítica.

El reactor de agua supercrítica ( SCWR, por sus siglas en inglés) es un concepto de reactor de IV Generación, diseñado como un reactor de agua ligera (LWR) que funciona a presión supercrítica (es decir, superior a 22,1 MPa). El término crítico en este contexto se refiere al punto crítico del agua, y no debe confundirse con el concepto de criticidad del reactor nuclear.
El agua calentada en el núcleo del reactor se convierte en un fluido supercrítico por encima de la temperatura crítica de 374 °C, pasando de un fluido más parecido al agua líquida a un fluido más parecido al vapor saturado (que puede utilizarse en una turbina de vapor), sin pasar por la transición de fase distinta de la ebullición.
Por el contrario, los reactores de agua a presión (PWR) bien establecidos tienen un circuito de enfriamiento primario de agua líquida a una presión subcrítica, que transporta el calor desde el núcleo del reactor a un circuito de enfriamiento secundario, donde el vapor para impulsar las turbinas se produce en una caldera. (llamada generador de vapor ). Los reactores de agua en ebullición (BWR) funcionan a presiones aún más bajas, con el proceso de ebullición para generar el vapor en el núcleo del reactor.
El generador de vapor supercrítico es una tecnología probada. El desarrollo de los sistemas SCWR se considera un avance prometedor para las centrales nucleares debido a su alta eficiencia térmica (~45 % frente a ~33 % para LWR actuales) y un diseño más simple. A partir de 2012, el concepto estaba siendo investigado por 32 organizaciones en 13 países.

## Historia
Los reactores supercalentados refrigerados por vapor que funcionan a presión subcrítica se experimentaron tanto en la Unión Soviética como en Estados Unidos ya en los años 50 y 60, como la central nuclear de Beloyarsk, Pathfinder y Bonus del programa Operation Sunrise de GE. No son SCWR. Los SCWR se desarrollaron a partir de los años noventa. Se están desarrollando tanto un SCWR de tipo LWR con vasija de presión del reactor como un SCWR de tipo CANDU con tubos de presión.
En una publicación de 2010 se incluían métodos conceptuales de diseño y análisis, como el diseño del núcleo, el sistema de la central, la dinámica y el control de la central, la puesta en marcha y la estabilidad de la central, la seguridad, el diseño de reactores rápidos, etc.
En un documento de 2013  se detalló la finalización de una prueba de bucle de combustible prototípica en 2015. En 2014 se completó una prueba de cualificación de combustible
En una publicación de 2014 se desarrollaron los diseños conceptuales del reactor de un reactor de espectro térmico (Super LWR) y de un reactor rápido (Super FR) y los resultados experimentales de la hidráulica térmica, los materiales y las interacciones material-refrigerante.

## Diseño

### Moderador-refrigerante
El SCWR opera a presión supercrítica. El refrigerante de salida del reactor es agua supercrítica. El agua ligera se utiliza como moderador de neutrones y refrigerante. Por encima del punto crítico, el vapor y el líquido adquieren la misma densidad y son indistinguibles, lo que elimina la necesidad de presurizadores y generadores de vapor (PWR), o bombas de chorro/recirculación, separadores de vapor y secadores (BWR). Además, al evitar la ebullición, el SCWR no genera vacíos caóticos (burbujas) con menor densidad y efecto moderador. En un LWR, esto puede afectar la transferencia de calor y el flujo de agua, y la retroalimentación puede hacer que la potencia del reactor sea más difícil de predecir y controlar. Se necesita un cálculo acoplado neutrónico e hidráulico térmico para predecir la distribución de energía. La simplificación de SCWR debería reducir los costos de construcción y mejorar la confiabilidad y la seguridad. Un SCWR de tipo LWR adopta barras de agua con aislamiento térmico y un SCWR de tipo CANDU mantiene el moderador de agua en un tanque Calandria. Un núcleo de reactor rápido del tipo LWR SCWR adopta un entramado de barras de combustible apretado como un LWR de alta conversión. El SCWR de espectro neutrónico rápido tiene las ventajas de una mayor densidad de potencia, pero necesita combustible de mezcla de óxidos de plutonio y uranio que estará disponible a partir del reprocesamiento.

### Control
Los SCWR probablemente tendrían barras de control insertadas por la parte superior, como se hace en los PWR.

### Material
La temperatura en el interior de un SCWR es superior a la de los LWR. Aunque las centrales supercríticas de combustibles fósiles tienen mucha experiencia en los materiales, no incluyen la combinación de un entorno de alta temperatura y una intensa radiación de neutrones. Los SCWR necesitan materiales para el núcleo (especialmente el revestimiento del combustible) que resistan el entorno. La I+D se centra en:
- La química del agua supercrítica bajo radiación (prevención del agrietamiento por corrosión bajo tensión y mantenimiento de la resistencia a la corrosión bajo radiación de neutrones y altas temperaturas)
- Estabilidad dimensional y microestructural (prevención de la fragilización, retención de la fuerza y resistencia a la fluencia también bajo radiación y altas temperaturas)
- Materiales que resisten las condiciones de alta temperatura y no absorben demasiados neutrones, lo que afecta a la economía de combustible.En los ciclos de refrigerante de un solo paso, como los SCWR y las centrales térmicas supercríticas alimentadas con combustibles fósiles, todo el refrigerante del reactor se procesa a baja temperatura después de la condensación. Esto supone una ventaja a la hora de gestionar la química del agua y el agrietamiento por corrosión bajo tensión de los materiales estructurales. No es posible en los LWR debido a la recirculación del refrigerante caliente del reactor. La I+D sobre los materiales y la química del agua debe realizarse teniendo en cuenta las características de un solo paso.

## Ventajas
- El agua supercrítica tiene excelentes propiedades de transferencia de calor que permiten una densidad de alta potencia, un núcleo pequeño y una estructura de contención pequeña.
- El uso de un ciclo Rankine supercrítico con sus temperaturas típicamente más altas mejora la eficiencia (sería ~45 % frente a ~33 % de PWR/BWR actuales).
- Esta mayor eficiencia conduciría a una mejor economía de combustible y una carga de combustible más liviana, lo que disminuiría el calor residual (descomposición) .
- El SCWR suele diseñarse como un ciclo directo, en el que el vapor o el agua supercrítica caliente del núcleo se utiliza directamente en una turbina de vapor. Esto simplifica el diseño. Como un BWR es más sencillo que un PWR, un SCWR es mucho más simple y compacto que un BWR menos eficiente con la misma potencia eléctrica. No hay separadores de vapor, secadores de vapor, bombas de recirculación internas ni flujo de recirculación dentro de la vasija de presión. El diseño es de ciclo directo de un solo paso, el tipo de ciclo más simple posible. La energía térmica y radiológica almacenada en el núcleo más pequeño y su circuito de refrigeración (primario) también sería menor que la de un BWR o un PWR.[8]
- El agua es líquida a temperatura ambiente, barata, no tóxica y transparente, lo que simplifica la inspección y la reparación (en comparación con los reactores refrigerados por metal líquido ).
- Un SCWR rápido podría ser un reactor reproductor, como el reactor avanzado limpio y ambientalmente seguro propuesto, y podría quemar los isótopos de actínidos de larga duración.
- Un SCWR de agua pesada podría generar combustible a partir de torio (4 veces más abundante que el uranio). Similar a un CANDU, también podría usar uranio natural no enriquecido si se proporciona suficiente moderación
- El calor de proceso se puede entregar a temperaturas más altas que las que permiten otros reactores enfriados por agua

## Desventajas
- Un menor volumen de agua (debido a un bucle primario compacto) implica una menor capacidad térmica para amortiguar transitorios y accidentes (por ejemplo, pérdida de flujo de agua de alimentación o accidente de pérdida de refrigerante por rotura de gran magnitud), lo que da lugar a temperaturas de accidente y transitorias demasiado elevadas para el revestimiento metálico convencional.[9]

Sin embargo, no es demasiado elevado para el revestimiento de acero inoxidable. El análisis de seguridad del LWR tipo SCWR mostró que los criterios de seguridad se cumplen con márgenes en accidentes y transitorios anormales, incluyendo la pérdida total de flujo y el accidente de pérdida de refrigerante.:97, 104 No se produce rotura de doble terminación debido al ciclo de refrigerante de un solo paso. El núcleo se enfría por el flujo inducido en el accidente de pérdida de refrigerante. El volumen de agua en la cúpula superior de la vasija del reactor sirve como acumulador dentro de la vasija. El principio de seguridad del SCWR no es mantener el inventario de refrigerante, sino mantener el caudal de refrigerante del núcleo. Es más fácil de controlar que el nivel de agua en caso de accidente. En el accidente de Three Mile Island se produjo un error en la señal del nivel de agua y los operadores desconectaron el ECCS.
- Una mayor presión combinada con una mayor temperatura y también un mayor aumento de la temperatura en todo el núcleo (en comparación con los PWR/BWR) provocan un aumento de las tensiones mecánicas y térmicas en los materiales de la vasija que son difíciles de resolver.

Sin embargo, en un diseño tipo LWR, la pared interior de la vasija de presión del reactor se enfría con el refrigerante de entrada como en un PWR. Las toberas del refrigerante de salida están equipadas con manguitos térmicos. Un diseño de tubo de presión, en el que el núcleo se divide en tubos más pequeños para cada canal de combustible, tiene potencialmente menos problemas en este caso, ya que los tubos de menor diámetro pueden ser mucho más delgados que los recipientes de presión individuales masivos, y el tubo puede aislarse por dentro con aislamiento cerámico inerte para que pueda funcionar a baja temperatura (agua de calandria).
- El refrigerante reduce en gran medida su densidad al final del núcleo, lo que genera la necesidad de colocar un moderador adicional allí.

Sin embargo, un diseño SCWR de tipo LWR adopta barras de agua en los elementos combustibles como en los BWR. La densidad del refrigerante en las barras de agua se mantiene alta con un aislamiento térmico fino, no totalmente aislado. La mayoría de los diseños de SCWR tipo CANDU utilizan una calandria interna en la que parte del flujo de agua de alimentación se guía a través de tubos superiores a través del núcleo, que proporcionan la moderación añadida (agua de alimentación) en esa región. Esto tiene la ventaja añadida de poder enfriar toda la pared de la vasija con agua de alimentación, pero da lugar a una disposición de calandria interna y plena compleja y materialmente exigente (alta temperatura, altas diferencias de temperatura, alta radiación). Un diseño de tubo de presión presenta las características de que la mayor parte del moderador se encuentra en la calandria a baja temperatura y presión, lo que reduce el efecto de la densidad del refrigerante sobre la moderación, y el propio tubo de presión puede mantenerse frío gracias al agua de la calandria.
- Se necesita un amplio desarrollo de materiales e investigación sobre la química del agua supercrítica bajo radiación.

Sin embargo, todo el refrigerante SCWR se limpia después de la condensación. Esta es una ventaja en el manejo de la química del agua y el agrietamiento por corrosión bajo tensión de los materiales estructurales. No es posible en LWR donde circula refrigerante caliente.
- Procedimientos especiales de puesta en marcha necesarios para evitar la inestabilidad antes de que el agua alcance condiciones supercríticas.

Sin embargo, la inestabilidad se gestiona mediante la relación entre la potencia y el caudal de refrigerante como en un BWR. El cambio de densidad del refrigerante es menor en los SCWR que en los BWR.
- Un SCWR rápido necesita un núcleo de reactor relativamente complejo para tener un coeficiente de vacío negativo.

Sin embargo, es factible el paso de un solo flujo de refrigerante por el núcleo.
- Como ocurre con todas las alternativas a los diseños actualmente extendidos (en su mayoría reactores térmicos subcríticos refrigerados por agua y moderados por agua de algún tipo), habrá menos proveedores de tecnología y piezas y menos expertos, al menos al principio, que para la tecnología probada durante décadas o sus mejoras evolutivas, como los reactores de generación III+ .

Sin embargo, los LWR se desarrollaron en la década de 1950 basándose en las tecnologías subcríticas de combustión de combustibles fósiles. El éxito de los LWR se basa en esa experiencia. Las centrales térmicas supercríticas de combustibles fósiles se desarrollaron después de la década de 1950. En las aplicaciones comerciales existen componentes como válvulas, tuberías, turbinas, bombas de agua de alimentación y calentadores para funcionar a una presión de aceleración de la turbina de hasta 30 MPa y una temperatura de hasta 630C. Los SCWR son la evolución natural de los LWR. La competitividad de los LWR en el mercado de la electricidad está en entredicho en EE. UU. debido al gas de esquisto, según los resúmenes históricos de las proyecciones del coste nivelado de la electricidad (LCOE) de la Administración de Información Energética de EE.UU. (EIA) (2010-2020) en Cost of electricity by source. Los LWR son el diseño dominante con mayor cuota de generación de energía nuclear y son la oferta actual para nuevas construcciones en el mundo. La dinámica de la innovación demuestra que ésta no procede de las empresas con mayor cuota de mercado. Comparar los SCWR y los LWR no es relevante en términos de dinámica de la innovación. Si el reactor modular pequeño (SMR) es competitivo, una versión SMR de los SCWR aumentará su ventaja.
- El calce químico podría comportarse drásticamente diferente ya que las propiedades de la solución del agua supercrítica son muy diferentes de las del agua líquida. Actualmente, la mayoría de los reactores de agua a presión emplean ácido bórico para controlar la reactividad en las primeras etapas del quemado.

Sin embargo, el calce químico no puede utilizarse en los SCWR, al igual que en los BWR, debido al coeficiente positivo de vacío del refrigerante. Los SCWR utilizan agua borada como cierre secundario, al igual que los BWR.
- Dependiendo del diseño, el repostaje en línea puede ser imposible. Si bien los CANDU son capaces de repostar en línea, otros reactores moderados por agua no lo son.

Sin embargo, el factor de capacidad de los LWR ya es alto en EE. UU., más del 90 %. Los SCWR de tipo recipiente a presión no requieren repostaje en línea.